# 徳川吉宗
徳川 吉宗（とくがわ よしむね、旧字体：德川 吉宗）は、江戸幕府の第8代将軍（在職：1716年 - 1745年）。江戸幕府の中興の祖とも呼ばれている。和歌山藩の第5代藩主。初代将軍家康の曾孫。4代将軍家綱、5代将軍綱吉のはとこにあたる。

## 生涯
※ 日付は、旧暦表示

### 出生
貞享元年（1684年）10月21日、紀州藩主徳川光貞の末男（四男）として城下の吹上邸において生まれる。母は巨勢利清の娘・紋子。和歌山城の大奥の湯殿番であった紋子は、湯殿において光貞の手がついたという伝説がある。
幼年は家老・加納政直の元で育てられた。当時、父親が高齢の時に産まれた子供は元気に育たないという迷信があった。そのため、一旦和歌山城中の松の木のそばに捨て、それを政直が拾うという体裁を取った。加納家でおむつという乳母を付けられ、5歳まで育てられた。次兄・次郎吉が病死した後は名を新之助と改め、江戸の紀州藩邸に移り住む。幼い頃は手に負えないほどの暴れん坊だった。

### 越前葛野藩主

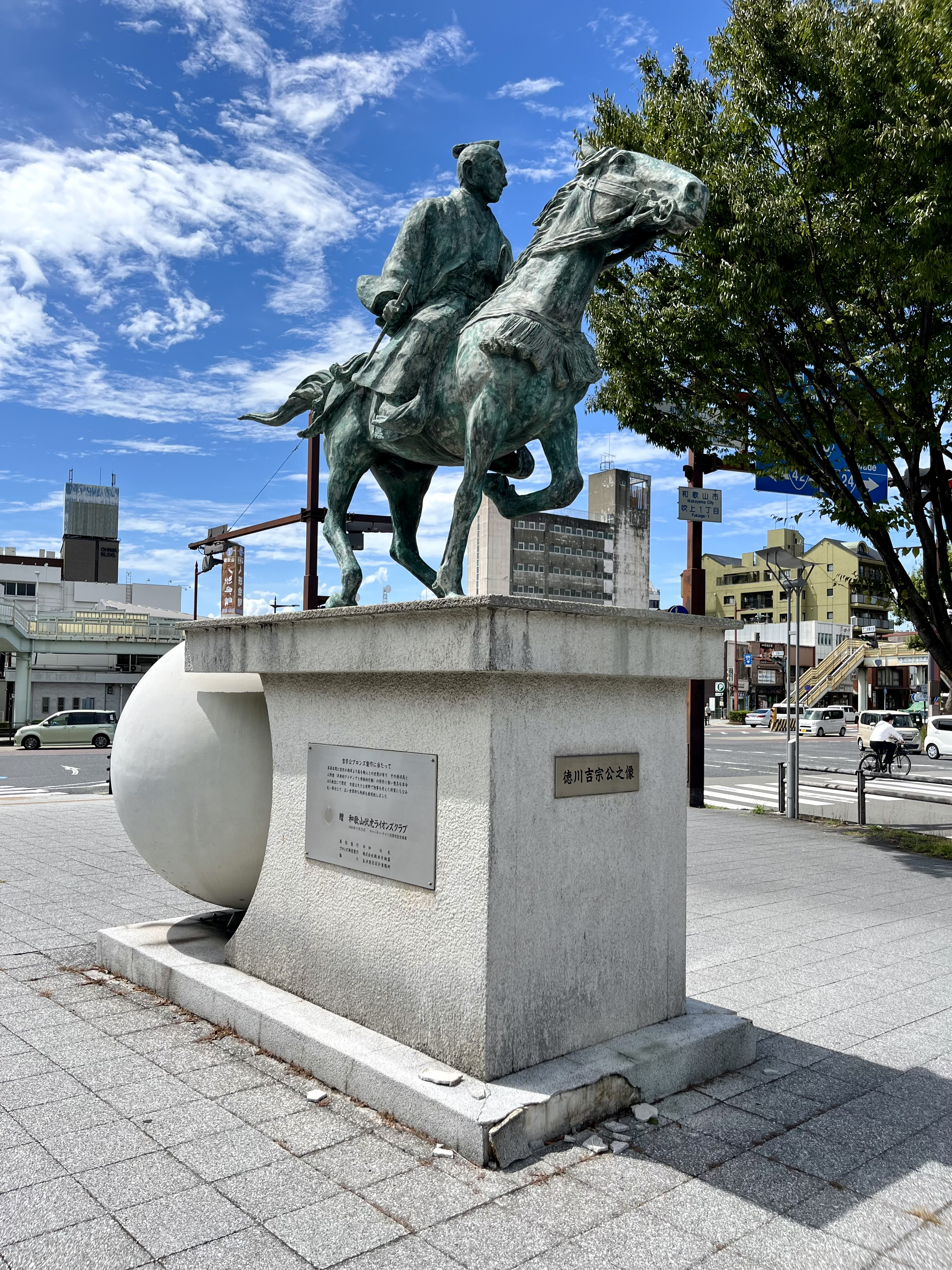
騎乗像（和歌山市）

元禄9年（1696年）末、13歳で従四位下右近衛権少将兼主税頭となり、松平頼久（よりひさ）と名乗る。同時に兄の頼職も従四位下左近衛権少将兼内蔵頭に任じられている。
翌元禄10年（1697年）4月、紀州藩邸を訪問した将軍徳川綱吉に御目見し、越前国丹生郡内に3万石を賜り、葛野藩主となる。またこれを機に名を頼久から松平頼方（よりかた）と改めた。同時に兄の頼職も同じく越前国丹生郡内に3万石を賜り、高森藩主となっている。
父・光貞と共に綱吉に拝謁した兄たちに対し、頼方は次の間に控えさせられていたが、老中大久保忠朝の気配りにより綱吉への拝謁が叶った、と伝わる。しかし兄の頼職とは叙任も新知も石高までもが並んでいるため、兄と差をつけられていたという話は疑わしい。なお、葛野藩は家臣を和歌山から派遣して統治するだけで、頼方は和歌山城下に留まっていた。同地では「紀伊領」と呼ばれていた。派遣された家臣も独立した葛野藩士という身分ではなく、紀州藩の藩士である。

### 紀州藩主
宝永2年（1705年）に長兄である藩主・綱教が死去し、三兄・頼職が跡を継ぐ。この際、頼職が領していた高森藩は幕府に収公された。後に3万石の内、1万石分が加増編入されたため葛野藩は4万石となった。
しかし同年のうちに父光貞、やがて頼職までが半年のうちに病死したため、22歳で紀州家を相続し藩主に就任する。藩主に就任する際、綱吉から偏諱を賜り、（徳川）吉宗と改名する。紀州藩相続時に葛野藩領は幕府に収公され、御料（幕府直轄領）となった。
宝永3年（1706年）に二品貞致親王の王女真宮（理子）を御簾中に迎えているが、宝永7年（1710年）に死別した。
宝永7年（1710年）4月にお国入りした吉宗は、藩政改革に着手する。藩政機構を簡素化し、質素倹約を徹底して財政再建を図る。自らも木綿の服を着て率先した。2人の兄と父の葬儀費用や幕府から借用していた10万両の返済、家中への差上金の賦課、藩札の停止、藩内各地で甚大な被害を発生させていた災害である1707年宝永地震・津波の復旧費などで悪化していた藩財政の再建に手腕を発揮する。また、和歌山城大手門前に訴訟箱を設置して直接訴願を募り、文武の奨励や孝行への褒章など、風紀改革にも努めている。
紀州藩主時代、深徳院との間に長男・長福丸（後の徳川家重）、本徳院との間に二男・小次郎（後の田安宗武）が誕生した。

### 8代将軍就任
享保元年（1716年）に将軍徳川家継が8歳で早世し、将軍家の本家血筋（徳川家康の三男秀忠の男系）が絶えた後を受け、御三家の中から家康との世代的な近さを理由に、御三家筆頭の尾張家を抑えて第8代征夷大将軍に就任した、と一般的には説明されている。
ただし、実際には館林藩主で家継の叔父に当たる松平清武とその子で従兄弟の松平清方と、この時点では徳川家光の男系子孫は存在していた。しかし、館林藩では重税のため一揆が頻発して統治が安定していなかった上、清武は他家に養子に出た身であり、すでに高齢だったという事情により、選考対象から外れていた。清武自身も将軍職に対する野心はあまりなかったと言われている（詳しくは清武の項目を参照）。
御三家筆頭とされる尾張家では、当主の4代藩主徳川吉通とその子の5代藩主五郎太が正徳3年（1713年）頃に相次いで死去した。そのため吉通の異母弟継友が尾張藩6代藩主となる。継友は皇室とも深い繋がりの近衛家熙の娘の安己君と婚約し、間部詮房や新井白石らによって引き立てられており、8代将軍の有力候補であった。しかし吉宗は、天英院や家継の生母月光院など大奥からも支持され、さらに反間部・反新井の幕臣たちの支持も得て、8代将軍に就任した。
吉宗は将軍就任にあたって、紀州藩を廃藩とせず存続させた。過去の例では、綱吉の館林藩、家宣の甲府藩は、当主が将軍の継嗣として江戸城に呼ばれると廃藩・絶家にされ、甲府家の家臣は幕臣となっている。しかし吉宗は、御三家は東照神君（家康）から拝領した聖地であるとして、従兄の徳川宗直に家督を譲ることで存続させた。その上で、紀州藩士のうちから加納久通・有馬氏倫ら大禄でない者を40名余り選び、側役として従えただけで江戸城に入城した｡この40人余りは、吉宗のお気に入りを特に選抜したわけではなく、たまたまその日当番だった者をそのまま帯同したという。こうした措置が、側近政治に反感を抱いていた譜代大名や旗本から好感を持って迎えられた。

### 享保の改革
将軍に就任すると、第6代将軍・徳川家宣の代からの側用人間部詮房や新井白石を罷免したが、新たに御側御用取次という側用人に近い役職を設け、事実上の側用人政治を継続した。
吉宗は紀州藩主としての藩政の経験を活かし、水野忠之を老中に任命して財政再建を始める。定免法や上米令による幕府財政収入の安定化、新田開発の推進、足高の制の制定等の官僚制度改革、そしてその一環ともいえる大岡忠相の登用、また訴訟の迅速化のため公事方御定書を制定しての司法制度改革、江戸町火消しを設置しての火事対策、悪化した幕府財政の立て直しなどの改革を図り、江戸三大改革のひとつである享保の改革を行った。また、大奥の整備、目安箱の設置による庶民の意見を政治へ反映、小石川養生所を設置しての医療政策、洋書輸入の一部解禁（のちの蘭学興隆の一因となる）といった改革も行う。またそれまでの文治政治の中で衰えていた武芸を強く奨励した。また、当時4000人いた大奥を1300人まで減員させた。しかし、年貢を五公五民にする増税政策によって農民の生活は窮乏し、百姓一揆の頻発を招いた。また、幕府だけでなく庶民にまで倹約を強いたため、経済や文化は停滞した。

### 大御所
延享2年（1745年）9月25日、将軍職を長男・家重に譲るが、家重は言語不明瞭で政務が執れるような状態ではなかったため、自分が死去するまで大御所として実権を握り続けた。なお、病弱な家重より聡明な二男・宗武や四男・宗尹を新将軍に推す動きもあったが、吉宗は宗武と宗尹による将軍継嗣争いを避けるため、あえて家重を選んだと言われている。ただし家重は、言語障害はあったものの知能は正常であり、一説には将軍として政務を行える力量の持ち主であったとも言われる。あるいは、将軍職を譲ってからも大御所として実権を握り続けるためには、才児として台頭している宗武や宗尹より愚鈍な家重の方が扱いやすかったとも考えられるが、定説ではない。
宗武・宗尹は養子に出さず、部屋住みの形で江戸城内に屋敷を与え、田安家・一橋家（御両卿）が創設された（吉宗の死後に清水家が創設されて御三卿となった）。のち家重の嫡流は10代将軍家治で絶えるも、一橋家から11代将軍家斉が出るなどして、14代将軍家茂までは吉宗の血統が続くことになった。
翌延享3年（1746年）に中風を患い、右半身麻痺と言語障害の後遺症が残った。御側御用取次であった小笠原政登によると朝鮮通信使が来日時には、小笠原の進言で江戸城に「だらだらばし」というスロープ・横木付きのバリアフリーの階段を作って、通信使の芸当の一つである曲馬を楽しんだという。また小笠原と共に吉宗もリハビリに励み、江戸城の西の丸から本丸まで歩ける程に回復した。
将軍引退から6年が経った寛延4年（1751年）6月20日に死去した。享年68（満66歳没）。死因は再発性脳卒中と言われている。
徳川吉宗　贈太政大臣の辞令（宣旨）　「兼胤公記」
```
故右大臣正二位源朝臣
正二位行權大納言藤原朝臣榮親宣
奉　勅件人宜令贈任太政大臣者
寛延四年後六月十日
大外記兼掃部頭造酒正中原朝臣師充奉
```

（訓読文）
```
故右大臣正二位源朝臣（徳川吉宗）
正二位行權大納言藤原朝臣栄親（
中山栄親
）宣（の）る
勅（みことのり）を奉（うけたまる）に、件人（くだんのひと）宜しく太政大臣に任じ贈らしむべし者（てへり）
寛延4年（1751年）後（閏）6月10日
大外記兼掃部頭造酒正中原朝臣師充（
押小路師充
、従五位上）奉（うけたまは）る
```

寛永寺（東京都台東区上野桜木一丁目）に葬られている。

## 趣味・嗜好

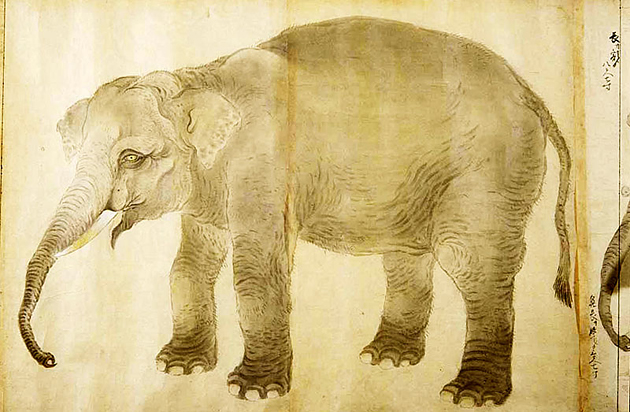
広南従四位白象

- 享保13年（1728年）6月、自ら注文してベトナムから象を輸入し、長崎から江戸まで陸路で運ばせた。この事により、江戸に象ブームが巻き起こった[9][10]。
- 養生生活の基本は､心身の鍛錬と衣食の節制にあり、関口柔心の流れを組む｢新心流」の拳法（柔術）で体を鍛え、 鷹狩で運動不足を解消していた[11]。
- 松平明矩が重病になった時に、音楽による気分転換を勧めているが、自らも公務の余暇に「古画」（絵画）の鑑賞や、それの模写に没頭することを慰みとし、『延喜式』に見える古代の染色法の研究に楽しみを求めて鬱を散じていた[11]｡
- 狩野常信に師事し、常信の孫・狩野古信に絵の手ほどきをしている。絵画の作品も何点か残されている（野馬図など）。また淡墨を使って描く「にじみ鷹」の技法を編み出している。
- 室町時代から伝統的に武家に好まれた宋・元時代の中国画を愛好していた。享保13年（1728年）には、各大名家に秘蔵されていた南宋時代の画僧・牧谿筆の瀟湘八景図を借り集め鑑賞している。さらに中国から宋元画を取り寄せようとしたが、これらは既に中国でも入手困難だったため叶わなかった。代わりに中国画人・沈南蘋が来日し、その画風は後の近世絵画に影響を与えた。
- 好奇心の強い性格で、キリスト教関連以外の書物に限り洋書の輸入を解禁とした。これにより、長崎を中心に蘭学ブームが起こった。
- 「心中」という言葉が、忠義の「忠」を逆さまにした不適切な呼び方であると断じ、以降は「相対死」と代替されるようになった[12]。

## 政策・信条

### 方針
- 吉宗は将軍就任後、新井白石らの手による「正徳の治」で行われた法令を多く廃止した。これは白石の方針が間違っているとの考えによるものであるが、正しいと考えた方針には理解を示し、廃止しなかった。そのため、吉宗は単純に白石が嫌いであると思っていた幕臣たちは驚き、吉宗の考えが理解できなかったという。なお、一説には吉宗は白石の著書を廃棄して学問的な弾圧をも加えたとも言われている。
- 一方で、幕府創設者である徳川家康と並んで幕政改革に熱心であった第5代将軍・綱吉を尊敬し、綱吉が定めた「生類憐れみの令」を即日廃止した第6代将軍・家宣を批判したと言われる。ただし、綱吉の代に禁止されていた犬追物、鷹狩の復活も行なっており、必ずしも綱吉の政策に盲従していたわけではない。
- 江戸幕府の基本政策である治水や埋め立て、町場の整備の一環として飛鳥山や隅田川堤などへ桜の植樹をしたことでも知られる。

### 教養
- 吉宗は貴族的・文化的な学問、その方面の教養には乏しかったという。吉宗の顧問である室鳩巣は「（吉宗公は）御文盲に御座なされ候」と評した。また、同時代の公家である近衛基煕も「（吉宗は）和歌においてはもっとも無骨なり。笑うべし笑うべし」と嘲るような評価をしている[13]。漢詩や和歌よりも明律を読むのに熱中していた[14]。

### 倹約
- 肌着は木綿と決めて、それ以外のものは着用せず、鷹狩の際の羽織や袴も木綿と定めていた。平日の食事は一汁一菜と決め、その回数も一日に朝夕の二食を原則としていた[15]。
- 吉宗を将軍に指名した天英院に対しては、年間1万2千両という格別な報酬を与え、さらに家継の生母・月光院にも居所として吹上御殿を建設し、年間1万両にも及ぶ報酬を与えるなどしており、天英院の影響下にある大奥の上層部の経費削減には手を付けることはなかった。

### 経済
- 江戸時代の税制の基本であった米価の調節に努め、上米の制、定免法、新田開発などの米政策を実行したことによって吉宗は「米将軍」、また「米」の字を分解して「八十八将軍」または「八木将軍」とも呼ばれた。
  - 吉宗の死後、傍らに置いていた箱の中から数百枚の反故紙が見つかった。そこには細かい文字で、浅草の米相場価格がびっしりと書かれていた、と伝わる。
- 商品作物や酪農などの新しい農業を推奨した。それまで清国からの輸入に頼るしかなかった貴重品の砂糖を日本でも生産できないかと考えてサトウキビの栽培を試みた結果、後に日本初の国産の砂糖として商品化に成功したのが和三盆である。その他、飢饉の際に役立つ救荒作物としてサツマイモの栽培を全国に奨励した。
- 御三家筆頭尾張家の徳川宗春は吉宗と異なった経済政策を取り、積極政策による自由経済の発展を図ったが、吉宗の施政に反する独自政策や宗春の行動が幕府に快く思われず、尾張藩と幕府との関係が悪化した[注釈 8][注釈 9]。尾張藩家老竹腰正武らは宗春の失脚を企て、宗春は隠居謹慎の上、閉門を命じられ、その処分は宗春の死後も解かれることがなかった[注釈 10][注釈 11]。また、高尾太夫を落籍し、華美な遊興で知られた榊原政岑も処罰するなど[注釈 12]、自らの方針に反対する者は親藩であろうと譜代の重鎮であろうとも容赦はしないことで、幕府の権威を強力に見せつけた。
- 吉宗は将軍に就任するなり新井白石を罷免したが、白石が着手し、元禄・宝永金銀と混在流通の状態に陥っていた正徳金銀の通用については一段と強力な措置を講じた[18]。享保3年（1718年）には通用銀を宝永銀から正徳銀へ変更し、享保7年末（1723年）限りで元禄金銀・宝永銀を通用停止とした。しかし米価の下落から困窮していた武士や農民の救済のため金銀の品位を下げ流通量を増やすべきとする大岡忠相の強い進言に折れ政策を転換した[19][20]。元文元年（1736年）に行われた元文の改鋳は、日本経済に好影響をもたらした数少ない貨幣改鋳であるとして、積極的に評価されている[21]。吉宗は以前の改鋳が庶民を苦しめたこともあり、この改鋳に当初は否定的であったが、貨幣の材質を落とすことで製造上の差益を得る目的であった過去の改鋳と違い、元文の改鋳は純粋に通貨供給量を増やすものであった。元文の通貨は以後80年間安定を続けた。
- 吉宗の行なった享保の改革は一応成功し、幕府財政もある程度は再建された。そのため、この改革はのちの寛政の改革、天保の改革などの基本となった。ただし、財政再建の一番の要因は上米令と増税によるものであったが、上米令は将軍権威の失墜を招きかねないため一時的なものにならざるを得ず、増税は百姓一揆の頻発を招いた。そのため、寛政・天保の両改革ではこれらの政策を継承できず、結局失敗に終わった。

### 保安
- 紀州藩の基幹産業の一つである捕鯨との関わりも深く、熊野の鯨組に軍事訓練を兼ねた大規模捕鯨を1702年（元禄15年）と1710年（宝永7年）に紀伊熊野の瀬戸と湯崎（和歌山県白浜町）の2度実施させており、その際は自ら観覧している。また、熊野灘の鯨山見（高台にある鯨の探索や捕鯨の司令塔）から和歌山城まで狼煙を使った海上保安の連絡網を設けていた。
- 将軍就任後、河川氾濫による被災者の救出や、江戸湾へ流出した河川荷役、塵芥の回収に、鯨舟（古式捕鯨の和船）を使い、「鯨船鞘廻御用」という役職を設けて海上保安に努めた。
- 海防政策としては大船建造の禁を踏襲しつつも下田より浦賀を重視し、奉行所の移転や船改めを行い警戒に当たった。
- 将軍として初めて「御庭番」を創設し、諸藩や反逆者を取り締まらせた[注釈 13]。

### 対外政策
- 1720年（享保5年）、唐船打払令を発令した[22][23]。だが、同時に英君とされた清の康熙帝（在位1661年 - 1722年）を強く意識し、明清の法制度や政治に関心を払い、学習していた[22]。彼の出身元である紀州藩では、初代藩主頼宣が李一恕など文禄の役で捕虜となった朝鮮出身者や明からの亡命学者・呉仁顕などを召し抱え、明律（明の法制度）の研究をさせるなど開明的な藩風があった[22]。吉宗は漢籍の輸入を指示、『大明会典』『大清会典』『六諭衍義』などを入手、和訳を命じ、自らも手元に置き儒学者らの説明を聞くなど中国の統治の動向に強い関心を払っていた[22]。
- 殖産興業、国産化奨励の方針から海外の物産に関心を示し、また海外知識の導入にも積極的であった[24]。1720年（享保5年）、禁書令を緩和してキリスト教に関係のない書物の輸入を認めた[24]。馬匹改良のため、1725年（享保10年）など数回オランダ船により西洋馬を輸入、ドイツ生まれの馬術師ケイズル[25]を招いて洋式馬術、馬医学を学ばせた[24]。また、1740年（元文5年）ころから青木昆陽、野呂元丈にオランダ語を学ばせた[24]。

## 年表
| 年月日（月日は旧暦）       | 事柄                                                                                 | 出典 |
| -------------------------- | ------------------------------------------------------------------------------------ | ---- |
| 貞享元年（1684年）10月21日 | 和歌山藩主徳川光貞の四男として生まれる。                                             |      |
| 元禄9年（1697年）12月11日  | 従四位下に叙し、右近衛権少将兼主税頭に任ず。松平頼久と名乗る。続いて、頼方と改める。 |      |
| 元禄10年（1697年）4月11日  | 五代将軍綱吉が和歌山藩邸を訪れ、その際に越前葛野藩3万石藩主となる（後に1万石加増）。 |      |
| 宝永2年（1705年）10月6日   | 紀伊徳川家5代藩主就任                                                                |      |
| 同年12月1日                | 従三位左近衛権中将に昇進。将軍綱吉の偏諱を賜り「吉宗」と改名。                       |      |
| 宝永3年（1706年）11月26日  | 参議に任ず。左近衛権中将元の如し。                                                   |      |
| 宝永4年（1708年）12月18日  | 権中納言に昇進。                                                                     |      |
| 正徳6年（1716年）4月30日   | 将軍後見役就任                                                                       |      |
| 享保元年（1716年）7月13日  | 正二位権大納言に昇進。                                                               |      |
| 享保元年（1716年）7月18日  | 征夷大将軍・源氏長者宣下。内大臣・右近衛大将に昇進。                                 |      |
| 寛保元年（1742年）8月7日   | 右大臣に昇進。右近衛大将元の如し。                                                   |      |
| 延享2年（1745年）9月25日   | 征夷大将軍辞職                                                                       |      |
| 寛延4年（1751年）6月20日   | 死去                                                                                 |      |
| 同年閏6月10日              | 贈正一位太政大臣                                                                     |      |

## 系譜
- 御簾中：真宮 - 貞致親王王女
- 側室：大久保須磨子（深徳院） - 大久保忠直娘
  - 長男：家重
- 側室：古牟（本徳院） - 竹本正長娘
  - 三男：宗武 - 田安家
- 側室：梅（深心院） - 谷口正次娘
  - 四男：源三
  - 五男：宗尹 - 一橋家
- 側室：久免（覚樹院） - 稲葉定清娘
  - 長女：芳姫（正雲院）
- 側室：おさめ
- 側室：お咲
- 生母不明の子女
  - 次男
- 養子
  - 徳川宗直 - 西条松平家で、吉宗の再従兄弟。伊予西条藩第2代藩主→紀伊和歌山藩第6代藩主
  - 竹姫（浄岸院） - 清閑寺熈定[26]娘。元徳川綱吉養女。会津藩嗣子松平正邦婚約者、のち有栖川宮正仁親王婚約者、のち島津継豊室
  - 利根姫（雲松院） - 伊達宗村室（徳川宗直娘）
- 猶子
  - 尊胤入道親王 - 霊元天皇第18皇子

| \| \| \| \| \| \| \| \| \| \| \| \| \| \| \| \| \| \| \| \| 16. 松平広忠 \| \| \| \| \| \| \| \| \| \| \| \| \| \| \| \| \| \| \| \| \| \| \| \| \| \| \| \| \| \| \| \| \| \| \| \| \| \| \| \| \| \| \| \| \| \| \| \| \| \| \| \| \| \| 8. 徳川家康 \| \| \| \| \| \| \| \| \| \| \| \| \| \| \| \| \| \| \| \| \| \| \| \| \| \| \| \| \| \| \| \| \| \| \| \| \| \| \| \| \| \| \| \| \| \| \| \| \| \| \| \| \| \| 17. 水野大子 \| \| \| \| \| \| \| \| \| \| \| \| \| \| \| \| \| \| \| \| \| \| \| \| \| \| \| \| \| \| \| \| \| \| \| \| \| \| \| \| \| \| \| \| \| \| \| \| \| \| \| \| \| \| 4. 徳川頼宣 \| \| \| \| \| \| \| \| \| \| \| \| \| \| \| \| \| \| \| \| \| \| \| \| \| \| \| \| \| \| \| \| \| \| \| \| \| \| \| \| \| \| \| \| \| \| \| \| \| \| \| \| \| \| 9. 於万 \| \| \| \| \| \| \| \| \| \| \| \| \| \| \| \| \| \| \| \| \| \| \| \| \| \| \| \| \| \| \| \| \| \| \| \| \| \| \| \| \| \| \| \| \| \| \| \| \| \| \| \| \| \| 2. 徳川光貞 \| \| \| \| \| \| \| \| \| \| \| \| \| \| \| \| \| \| \| \| \| \| \| \| \| \| \| \| \| \| \| \| \| \| \| \| \| \| \| \| \| \| \| \| \| \| \| \| \| \| \| \| \| \| 10. 中川重高 \| \| \| \| \| \| \| \| \| \| \| \| \| \| \| \| \| \| \| \| \| \| \| \| \| \| \| \| \| \| \| \| \| \| \| \| \| \| \| \| \| \| \| \| \| \| \| \| \| \| \| \| \| \| 5. 理真院 \| \| \| \| \| \| \| \| \| \| \| \| \| \| \| \| \| \| \| \| \| \| \| \| \| \| \| \| \| \| \| \| \| \| \| \| \| \| \| \| \| \| \| \| \| \| \| \| \| \| \| \| \| \| 1. 江戸幕府8代将軍 徳川吉宗 \| \| \| \| \| \| \| \| \| \| \| \| \| \| \| \| \| \| \| \| \| \| \| \| \| \| \| \| \| \| \| \| \| \| \| \| \| \| \| \| \| \| \| \| \| \| \| \| \| \| \| \| \| \| 24. 中井利次 \| \| \| \| \| \| \| \| \| \| \| \| \| \| \| \| \| \| \| \| \| \| \| \| \| \| \| \| \| \| \| \| \| \| \| \| \| \| \| \| \| \| \| \| \| \| \| \| \| \| \| \| \| \| 12. 中井利盛 \| \| \| \| \| \| \| \| \| \| \| \| \| \| \| \| \| \| \| \| \| \| \| \| \| \| \| \| \| \| \| \| \| \| \| \| \| \| \| \| \| \| \| \| \| \| \| \| \| \| \| \| \| \| 6. 巨勢利清 \| \| \| \| \| \| \| \| \| \| \| \| \| \| \| \| \| \| \| \| \| \| \| \| \| \| \| \| \| \| \| \| \| \| \| \| \| \| \| \| \| \| \| \| \| \| \| \| \| \| \| \| \| \| 3. 巨勢紋子 \| \| \| \| \| \| \| \| \| \| \| \| \| \| \| \| \| \| \| \| \| \| \| \| \| \| \| \| \| \| \| \| \| \| \| \| \| \| \| \| \| \| \| \| \| \| \| \| \| \| \| \| \| \| 14. 壺井義高 \| \| \| \| \| \| \| \| \| \| \| \| \| \| \| \| \| \| \| \| \| \| \| \| \| \| \| \| \| \| \| \| \| \| \| \| \| \| \| \| \| \| \| \| \| \| \| \| \| \| \| \| \| \| 7. 冷香院 \| \| \| \| \| \| \| \| \| \| \| \| \| \| \| \| \| \| \| \| \| \| \| \| \| \| \| \| \| \| \| \| \| \| \| \| \| \| \| \| \| \| \| \| \| \| \| \| \| \| \| \| |                             |  |  |  |  |  |  |  |  |  |  |  |  |  |  |  |
| |                             |  |  |  |  |  |  |  |  |  |  |  |  |  |  |  |
| | 16. 松平広忠                |  |  |  |  |  |  |  |  |  |  |  |  |  |  |  |
| |                             |  |  |  |  |  |  |  |  |  |  |  |  |  |  |  |
| |                             |  |  |  |  |  |  |  |  |  |  |  |  |  |  |  |
| | 8. 徳川家康                 |  |  |  |  |  |  |  |  |  |  |  |  |  |  |  |
| |                             |  |  |  |  |  |  |  |  |  |  |  |  |  |  |  |
| |                             |  |  |  |  |  |  |  |  |  |  |  |  |  |  |  |
| | 17. 水野大子                |  |  |  |  |  |  |  |  |  |  |  |  |  |  |  |
| |                             |  |  |  |  |  |  |  |  |  |  |  |  |  |  |  |
| |                             |  |  |  |  |  |  |  |  |  |  |  |  |  |  |  |
| | 4. 徳川頼宣                 |  |  |  |  |  |  |  |  |  |  |  |  |  |  |  |
| |                             |  |  |  |  |  |  |  |  |  |  |  |  |  |  |  |
| |                             |  |  |  |  |  |  |  |  |  |  |  |  |  |  |  |
| | 9. 於万                     |  |  |  |  |  |  |  |  |  |  |  |  |  |  |  |
| |                             |  |  |  |  |  |  |  |  |  |  |  |  |  |  |  |
| |                             |  |  |  |  |  |  |  |  |  |  |  |  |  |  |  |
| | 2. 徳川光貞                 |  |  |  |  |  |  |  |  |  |  |  |  |  |  |  |
| |                             |  |  |  |  |  |  |  |  |  |  |  |  |  |  |  |
| |                             |  |  |  |  |  |  |  |  |  |  |  |  |  |  |  |
| | 10. 中川重高                |  |  |  |  |  |  |  |  |  |  |  |  |  |  |  |
| |                             |  |  |  |  |  |  |  |  |  |  |  |  |  |  |  |
| |                             |  |  |  |  |  |  |  |  |  |  |  |  |  |  |  |
| | 5. 理真院                   |  |  |  |  |  |  |  |  |  |  |  |  |  |  |  |
| |                             |  |  |  |  |  |  |  |  |  |  |  |  |  |  |  |
| |                             |  |  |  |  |  |  |  |  |  |  |  |  |  |  |  |
| | 1. 江戸幕府8代将軍 徳川吉宗 |  |  |  |  |  |  |  |  |  |  |  |  |  |  |  |
| |                             |  |  |  |  |  |  |  |  |  |  |  |  |  |  |  |
| |                             |  |  |  |  |  |  |  |  |  |  |  |  |  |  |  |
| | 24. 中井利次                |  |  |  |  |  |  |  |  |  |  |  |  |  |  |  |
| |                             |  |  |  |  |  |  |  |  |  |  |  |  |  |  |  |
| |                             |  |  |  |  |  |  |  |  |  |  |  |  |  |  |  |
| | 12. 中井利盛                |  |  |  |  |  |  |  |  |  |  |  |  |  |  |  |
| |                             |  |  |  |  |  |  |  |  |  |  |  |  |  |  |  |
| |                             |  |  |  |  |  |  |  |  |  |  |  |  |  |  |  |
| | 6. 巨勢利清                 |  |  |  |  |  |  |  |  |  |  |  |  |  |  |  |
| |                             |  |  |  |  |  |  |  |  |  |  |  |  |  |  |  |
| |                             |  |  |  |  |  |  |  |  |  |  |  |  |  |  |  |
| | 3. 巨勢紋子                 |  |  |  |  |  |  |  |  |  |  |  |  |  |  |  |
| |                             |  |  |  |  |  |  |  |  |  |  |  |  |  |  |  |
| |                             |  |  |  |  |  |  |  |  |  |  |  |  |  |  |  |
| | 14. 壺井義高                |  |  |  |  |  |  |  |  |  |  |  |  |  |  |  |
| |                             |  |  |  |  |  |  |  |  |  |  |  |  |  |  |  |
| |                             |  |  |  |  |  |  |  |  |  |  |  |  |  |  |  |
| | 7. 冷香院                   |  |  |  |  |  |  |  |  |  |  |  |  |  |  |  |
| |                             |  |  |  |  |  |  |  |  |  |  |  |  |  |  |  |
| |                             |  |  |  |  |  |  |  |  |  |  |  |  |  |  |  |

## 偏諱を受けた人物
吉宗時代（将軍在職時／「宗」の字）
- 二条宗熙
- 二条宗基
- 徳川宗武（次男、田安家祖）
- 徳川宗尹（四男、一橋家祖）
- 徳川宗春
- 徳川宗勝
- 徳川宗睦
- 徳川宗直（養子、和歌山藩継嗣）
- 徳川宗将
- 徳川宗堯
- 徳川宗翰
- 松平宗昌
- 松平宗矩
- 松平宗衍
- 上杉宗憲
- 上杉宗房

- 伊達宗村
- 前田宗辰
- 池田宗政
- 池田宗泰
- 浅野宗恒
- 毛利宗広
- 毛利宗元
- 蜂須賀宗員
- 蜂須賀宗英
- 蜂須賀宗純
- 蜂須賀宗鎮
- 鍋島宗茂
- 鍋島宗教
- 細川宗孝
- 島津宗信

## 関連作品
小説
徳川吉宗が主人公の小説
- 大わらんじの男（1994年 - 1995年、日本経済新聞社　著者：津本陽）

徳川吉宗が登場する小説
- 乱灯江戸影絵（1985年、角川書店　著者：松本清張）
- 超高速!参勤交代／超高速!参勤交代 老中の逆襲（2013年／2015年、講談社　著者：土橋章宏）
- もしも徳川家康が総理大臣になったら（2021年、サンマーク出版　著者：眞邊明人）

映画
徳川吉宗が主人公の映画
- 昨日消えた男（1964年、演：市川雷蔵）
- 大奥〈男女逆転〉（2010年、演：柴咲コウ）※男女逆転設定

徳川吉宗が登場する映画
- 劇場版 仮面ライダーオーズ WONDERFUL 将軍と21のコアメダル（2010年、演：松平健）
- 超高速!参勤交代（2014年、演：市川猿之助）
  - 超高速!参勤交代 リターンズ（2016年、演：市川猿之助）
- もしも徳川家康が総理大臣になったら（2024年、演：髙嶋政宏）

テレビドラマ
徳川吉宗が主人公のテレビドラマ
- 男は度胸（1970年 - 1971年、NHK、演：浜畑賢吉）
- 暴れん坊将軍（1978年 - 2003年・2004年・2008年・2025年、テレビ朝日、演：松平健）
  - 新・暴れん坊将軍（2025年1月4日、テレビ朝日、演：松平健）
- 徳川風雲録 御三家の野望（1986年、テレビ東京新春ワイド時代劇　演：北大路欣也）
- 八代将軍吉宗（1995年、NHK大河ドラマ、演：西田敏行。幼年時代から少年時代は青柳翔→尾上松也→阪本浩之）
- 徳川風雲録 八代将軍吉宗（2008年、テレビ東京新春ワイド時代劇　演：内田朝陽→中村雅俊）
- 紀州藩主 徳川吉宗（2019年、BS朝日4K大型時代劇スペシャル　演：山本耕史）
- 大奥（2023年、NHKドラマ10、演：冨永愛）※男女逆転設定

徳川吉宗が登場するテレビドラマ
- 大奥（1968年 - 1969年、関西テレビ、演：松方弘樹）
- 徳川おんな絵巻（1970年、関西テレビ、演：高橋昌也）
- 大岡越前（1970年 - 1999年・2006年、TBS、演：山口崇）
- 大奥（1983年、関西テレビ、演：鹿賀丈史）
- 暗殺者の神話（1984年、フジテレビ、演：中野誠也）
- 炎の奉行 大岡越前守（1997年、テレビ東京新春ワイド時代劇　演：渡辺徹）
- ナショナル劇場 水戸黄門
  - 第28部（2000年、TBS、演：茂山逸平。青年時代の吉宗が登場する）
  - 第38部（2008年、TBS、演：柳沢太介。幼名である源六を名乗っていた頃の吉宗が登場する）
- 大岡越前（2013年 - 2022年、NHK BSプレミアムBS時代劇、演：平岳大→椎名桔平)
- 大奥 最終章（2019年、フジテレビ、演：大沢たかお）
- 大奥（2024年、フジテレビ木曜劇場、演：伊武雅刀）

パチスロ
- 吉宗（2006年 - ：大都技研）

アニメ
- 吉宗（2008年・2013年、声：檜山修之）

落語
- 紀州

漫画
- よしながふみ『大奥』（白泉社）※男女逆転設定
- 徳弘正也『もっこり半兵衛』（集英社）

舞台
- 星逢一夜 (2015年、演 ︰英真なおき)

## その他
- 2012年（平成24年）、德川記念財団が所蔵している歴代将軍の肖像画の紙形（下絵）が公開された[27][28]。その中には絹本着色本の吉宗像も含まれていた。